# Matthias Flacius der Jüngere
Matthias Flacius, auch Matthias Flacius der Jüngere, genannt Illyricus, Pseudonym Theodorus Henetus (* 12. September 1547 in Braunschweig; † 27. April 1593 in Rostock) war ein deutscher Mediziner, Philosoph und Professor an der Universität Rostock.

## Ausbildung und Studium
Matthias Flacius war der Sohn des Theologen Matthias Flacius, genannt Illyricus. Bereits 1562 schickte ihn der Vater zum Studium nach Straßburg. 1572 kam er dann nach Rostock. Am 1. April 1574 wurde er von der Philosophischen Fakultät zum Magister promoviert.

## Akademische Laufbahn
Im Jahre 1580 wurde Matthias (Illyricus) Flacius von Herzog Johann VII. zum Professor der Logik in Rostock ernannt und 1581 von der Medizinischen Fakultät zum Dr. promoviert. Im Jahre 1590 soll er seine Professur der Logik gegen eine Professur der Medizin getauscht haben.
Flacius starb 1593 in Rostock. Über sein privates Leben scheint kaum etwas bekannt zu sein.

## Werke
- Commentariorum physicorum de vita et morte. 1584
- Opus logicum In Organon Aristotelis Stagiritae. 1593